# Tierra de Medinaceli
Die Comarca Tierra de Medinaceli ist eine der zwölf Comarcas in der Provinz Soria der autonomen Gemeinschaft Kastilien und León.
Sie umfasst 7 Gemeinden auf einer Fläche von 1.022,43 km² mit dem Hauptort Arcos de Jalón.

## Gemeinden
| Gemeinde                     | Einwohner (2024) | Fläche km² | Dichte Einw./km² | Cod INE | Postleitzahl |
| ---------------------------- | ---------------- | ---------- | ---------------- | ------- | ------------ |
| Alcubilla de las Peñas       | 59               | 86,06      | 1                | 42008   | 42213        |
| Almaluez                     | 124              | 159,11     | 1                | 42018   | 42258        |
| Arcos de Jalón               | 1.545            | 441,54     | 3                | 42025   | 42250        |
| Medinaceli                   | 671              | 205,37     | 3                | 42113   | 42240        |
| Miño de Medinaceli           | 78               | 56,25      | 1                | 42115   | 42230        |
| Santa María de Huerta        | 242              | 49,15      | 5                | 42167   | 42260        |
| Yelo                         | 37               | 24,95      | 1                | 42219   | 42230        |
| Comarca Tierra de Medinaceli | 2.756            | 1.022,43   | 3                | –       | –            |